# Herb Górek Małych

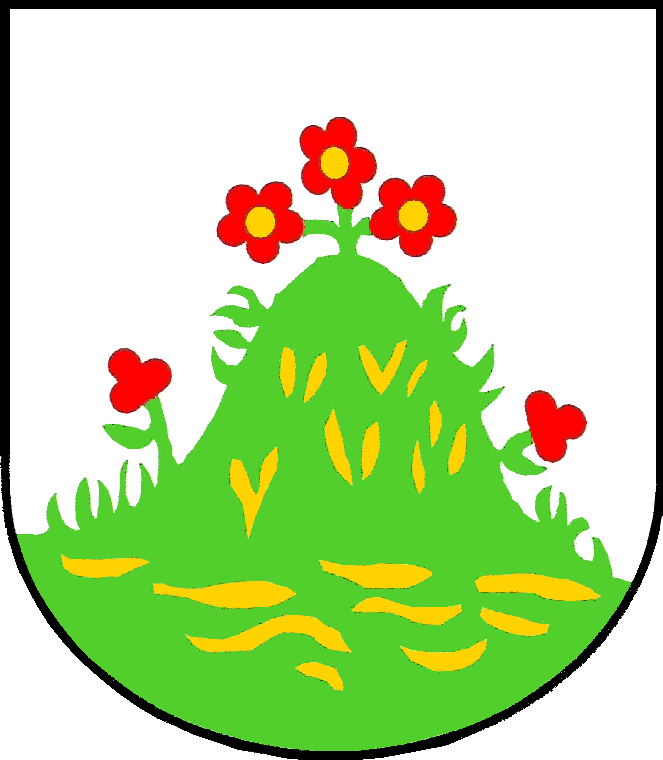
Herb Górek Małych

Herb Górek Małych przedstawia w polu srebrnym pagórek trawiasty zielony; na jego szczycie trzy róże czerwone, ze środkami złotymi, wyrastające ze wspólnej łodyżki, po bokach po róży czerwonej, zwiniętej, z listkiem i łodyżką zieloną.

## Historia
Godło herbowe znane jest, w nieco zmienionej formie, od XIX wieku, kiedy pojawiło się na pieczęciach gminnych. Najstarsza pieczęć została odciśnięta na dokumencie z 1820 roku. Pieczęć okrągła, ośrednicy 22 mm, w której górka z lipą na szczycie, oraz trawą i kwiatkami na zboczach. Legenda otokowa * KOMORNA DZIEDZINA MALE GORKI. 
Od 1890 do 1907 w użyciu była pieczęć z godłem podobnym do obecnego - górką i trzema kwiatami. Średnica pieczęci 25 mm, legenda otokowa  GMINA MAŁE GÓRKI KLEIN GUREK.
W latach 1907-27 używano pieczęci bez godła. 
W 1939 Marian Gumowski zaproponował rysunek herbu oraz jego barwy. Obecnie używany herb wsi jest zgodny z propozycją Gumowskiego.

## Użycie
Herb Górek Małych razem z herbem Brennej i herbem Górek Wielkich jest prezentowany na różnych materiałach dotyczących gminy Brenna, chociaż ta oficjalnie nie uchwaliła jak dotąd własnego herbu.